# فرد بير
فرد بير (بالإنجليزية: Fred Bear)‏ هو نبال أمريكي، ولد في 5 مارس 1902 في واينسبورو في الولايات المتحدة، وتوفي في 27 أبريل 1988 في غينزفيل في الولايات المتحدة.